# René Verriet de Litardière
René Verriet de Litardière (Mazières-en-Gâtine, 24 giugno 1888 – Mazières-en-Gâtine, 24 ottobre 1957) è stato un botanico francese.

## Biografia
Studiò botanica a Poitiers, e dopo la prima guerra mondiale conseguì il dottorato a Parigi con una tesi sulla citologia di felce. Da dieci anni fu professore presso l'Università di Lille (1921-1931), poi ha trascorso il resto della sua carriera come direttore dell'istituto botanico di Grenoble.
È conosciuto per aver fatto degli studi sulla flora della Corsica, e intraprese 28 spedizioni dall'isola. Nel 1996 l'erbario del Conservatoire et Jardin botaniques de Ville de Genève ha acquisito la sua collezione botanica contenente 30.000 esemplari.

## Opere principali
Con John Isaac Briquet, fu coautore del volume di tre volumi: Prodrome de la flore Corse.
Altre opere:
- Voyage botanique en Corse, 1909.
- Contributions à l'étude phytosociologique de la Corse, con Gustave Malcuit (5 parti, 1926–1931).
- Nouvelles contributions à l'étude de la flore de la Corse (4 parti, 1928–1930).
- Contributions à l'étude de la flore des Alpes occidentales, 1933.[3]